# Habitica
Habitica ，曾名HabitRPG，是由HabitRPG，Inc.运行的在线任务管理应用程序。   与大多数任务管理程序不同，Habitica采用角色扮演游戏的形式。  同时Habitica是一个开源项目。  

## 概念
Habitica是一种自我完善的Web应用程序，具有累加效应的游戏机制，帮助玩家记录并保持实现目标的动力。  
该游戏是以RPG的游戏形式作为背景，其中玩家收集诸如金币和装备之类的物品来让角色变得更强大。奖励是通过实现现实生活中的目标（习惯，每日任务和待办事项）实现的。

### 习惯
在Habitica中，习惯是一种长期目标，适用于改变一个人的习惯。   这些“习惯”可以设置“正”（+，即积极的）或“负”（-，即消极的）两个选项，或两者都设置。
例如：
- 事先设定的习惯可以是“ 一小时生产性工作”。这是一个积极的习惯：如果用户在Habitica应用程序上记录了一个小时的生产性工作，他们的游戏角色将获得经验值并获得金币。
- 事先设定的习惯可以是“吃垃圾食品”。这是一个负面的习惯：如果用户在Habitica应用上记录了吃垃圾食品的记录，他们的游戏角色将失去生命值。
- 事先设定的习惯是“走楼梯”。这是一种积极和消极的习惯：如果用户确实走楼梯，他们将获得经验和金钱。如果他们不走楼梯，他们的游戏角色将失去生命值。

如果用户经常完成积极的习惯，它将变成绿色（指标签，后同）。这表明他们在习惯之后做得很好。另一方面，如果用户经常执行负面的习惯，它将开始变红，并对其生命值造成更大的伤害。当玩家获得足够的经验值时，他们就会升级，从而恢复生命值。

### 每日任务
Habitica使用每日任务追踪用户每天或每周要做的周期性活动。  通过选中一个复选框来完成每日任务：用户事先设定自己的日常任务，然后检查他们自己一天中任务的完成情况。完成每日任务为用户提供了经验和金币；没有在一天结束之前完成的每日任务会导致生命值的损失。

### 待办事项
待办事项是可以添加或删除的一次性任务。   当用户完成待办事项时，他们会获得经验。然后待办事项消失（完成的待办事项可以在“完成”待办事项标签下找到）。与习惯和每日任务不同，待办事项绝不会导致用户失去生命值：待办事项随着时间的流逝变得越来越有价值（一旦完成，它会提供更多的经验和金钱）。

## 角色扮演方面
Habitica的主体是角色扮演。角色扮演游戏（RPG）是一种玩家扮演虚拟世界中的一个或者几个角色进行游戏，Habitica使用此类游戏的许多流派约定来激励应用用户。在Habitica中，用户可以控制自己设计的角色，通过养成良好的习惯和减少不良习惯，从而升级角色和解锁新功能。

### 特点
玩家可以使用各种自定义选项（例如头发和皮肤颜色和服装）来选择自己的角色（也称为头像 ）。当玩家购买的盔甲和剑装备时也会提供属性加成。 Habitica中的某些艺术品来自BrowserQuest 。 
角色职业是另一个功能，它增加了Habitica角色扮演方面的复杂性，并增加了养成习惯的动力。玩家可以选择将其角色设置为四个职业（战士，法师，盗贼或治疗者）， 每个职业都有不同的技能，可以穿不同种类的装备，并且具有不同的主要和次要角色属性游戏玩法。

### 等级
根据玩家完成的习惯，每日任务和待办事项，他们会积累经验或失去生命值。当玩家获得足够的经验时，他们会升级，但是当失去所有生命值时会导致他们的角色死亡并且降低等级。玩家级别越高，他们可以使用的功能越多。

### 货币
当玩家完成习惯，每日任务或待办事项时，他们会根据任务的难度获得一定数量的金币。黄金可以用来购买奖励，奖励可以是用户定义的在现实生活中的奖励，也可以是可以在游戏中提的装备。 

### 宠物和坐骑
完成任务时，玩家有时会收到一个道具。在Habitica中可以找到的物品是宠物蛋，孵化药水和宠物食物。玩家可以将它们组合起来，以收集90种宠物，它们可以显示在其角色旁边，也可以收集90种坐骑，角色可以乘坐在坐骑上。 在特殊活动期间和完成任务后，可以获得特别的宠物和坐骑。

### 社会责任
玩家可以一起参加小队来完成任务。玩家还可以加入公会并参与其他玩家的挑战，在其中，执行任务最好的玩家将获得成就。玩家可以与朋友或者陌生人竞争，也可以合作并专注于自己的责任。 在小队和公会中，以及在社区范围的Tavern中，玩家都可以通过聊天相互交流。

### 季节性活动
每年在Habitica发生四次季节性事件，称为“盛大晚会”。以往的盛大晚会都涉及新的任务，特殊项目如限量版的装备和角色定制选项，以及特殊Boss为全游戏角色共同战斗。其他节日，如情人节和愚人节也在游戏中被庆祝。

## 移动应用

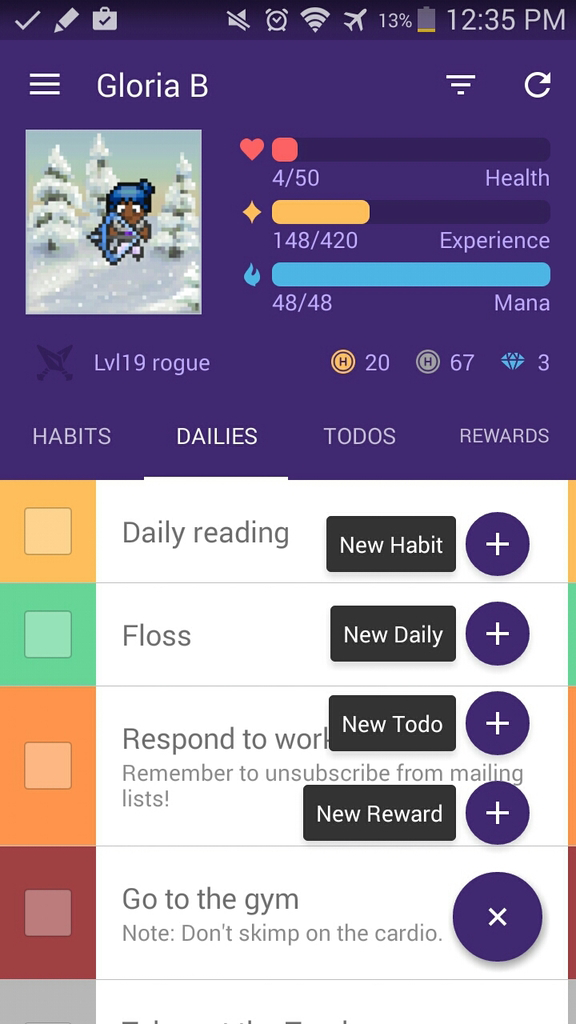
Habitica Android移动应用程序的屏幕截图。

Habitica的官方移动应用程序可用于Android和iOS。这些移动应用程序替代了已弃用的名为HabitRPG的移动应用程序，该应用程序在众筹25,000美元的Kickstarter资金目标后如期发布。 

## 评论
在评论该网站时，艾伦·亨利（Alan Henry）为Lifehacker写道：“虽然它没有提供许多其他待办事项应用程序所具有的高级功能，但使用起来肯定是极其优秀的，并且确实令人上瘾”。 凯尔西·亚当斯（Kelsey Adams）为CNET撰写的文章说，Habitica（当时称为HabitRPG）“沉迷RPG”，并说了“对于我们这些精打细算的人来说，游戏往往比现实更具吸引力”。 

## 历史
泰勒·雷内尔（Tyler Renelle）最初创建了HabitRPG来帮助自己的习惯，受到自助书籍《习惯的力量》和《现在的习惯》的启发。  HabitRPG的最早版本是带有颜色编码单元格公式的Google Docs电子表格。 
随着HabitRPG用户社区的发展，Renelle接触了Siena Leslie和Vicky Hsu。 Leslie和Hsu成为HabitRPG，Inc.的联合创始人，该公司于2014年正式注册成立。
2015年7月31日，网站和应用程序在玩家进行冒险的土地之后更名为Habitica。进行更改是因为一些用户发现名字HabitRPG令人困惑或难以记住。公司名称仍为HabitRPG，Inc.。

## 社区
除了参与网站和应用程序的社交方面，社区还参与了帮助和改善Habitica的活动。

### 贡献者
社区志愿者以各种方式为Habitica做出贡献，例如通过创建像素艺术，翻译文本，创建音乐和声音效果，撰写博客文章来宣传Habitica，编辑Wiki，解修复错误，实现新功能以及回答新用户的问题。

### Kickstarter
从2013年1月11日开始，Renelle在筹款网站Kickstarter上发起了一项众筹，旨在改善应用程序的开发，目标是25,000美元。但远远超出了目标：总共2,817人筹集了41,191美元。 

## API
Habitica的应用程序编程接口（API）允许程序员创建与Habitica交互的第三方应用程序，扩展和其他工具。